# Dicksonia delicata
Dicksonia delicata là một loài dương xỉ trong họ Dicksoniaceae. Loài này được F.Muell. mô tả khoa học đầu tiên năm 1876.
Danh pháp khoa học của loài này chưa được làm sáng tỏ. 